# Rebecca Azulay Romero
Rebecca Azulay Romero (València, 7 d'abril de 1988) és una astrònoma valenciana.
Va estudiar a l'Institut Ramon Llull de València, i posteriorment es va llicenciar en Astronomia a la Universitat de València.
Va formar part de l'equip internacional que, l'any 2019, va aconseguir fer una fotografia de l'ombra d'un forat negre per primera vegada a la història.